# Świerkle
Świerkle (dodatkowa nazwa w j. niem. Horst) – jednostka urbanistyczna w ramach Dzielnicy I Borki, Brzezie, Czarnowąsy, Świerkle w Opolu.
Miejscowość wraz z obrębem ewidencyjnym wsi włączono do Opola 1 stycznia 2017. Przed włączaniem miejscowość była wsią w województwie opolskim, w powiecie opolskim, w gminie Dobrzeń Wielki.
W latach 1975–1998 należała administracyjnie do województwa opolskiego.

## Nazwa
W alfabetycznym spisie miejscowości z terenu Śląska wydanym w 1830 roku we Wrocławiu przez Johanna Knie występuje pod zgermanizowaną polską nazwą Schwirkle, a także nazwą niemiecką Horst.

## Zabytki
W miejscowości znajduje się rzymskokatolicki kościół pw. Niepokalanego Serca Najświętszej Maryi Panny, wybudowany w 1949 r.